# Liutpoldo di Carinzia
Liutpoldo di Carinzia (1050 circa – 12 maggio 1090) fu duca di Carinzia e margravio di Verona dal 1077 fino alla morte.

## Biografia
Era il secondo figlio di Markwart IV, conte di Eppenstein († 1076) e sua moglie Liutbirg, figlia del conte Liutpoldo di Plainburg. Suoi fratelli erano Enrico V di Carinzia e Ulrico di Eppenstein, abate di San Gallo e patriarca di Aquileia. Apparteneva dunque alla stirpe degli Eppenstein.
Suo nonno Adalberto d'Eppenstein era già stato duca di Carinzia fino a quando non fu deposto dall'imperatore Corrado II nel 1035. Tuttavia la dinastia degli Eppenstein, proveniente dell'Alta Stiria, era ancora potente nelle terre della Carinzia e rendevano difficile per un duca di Carinzia esterno nominato dall'imperatore governare contro la nobiltà locale, essendo questa legata alla casa Eppenstein.
Liutpoldo riuscì a riacquisire il titolo ducale poiché il suo predecessore, il duca di Zähringen Bertoldo II, aveva sostenuto l'anti-re Rudolfo di Svevia durante la lotta per le investiture e quindi questo venne deposto dal re Enrico IV nel 1077. Il re, tornato da Canossa, nominò quindi Liutpoldo duca di Carinzia e margravio di Verona, che gli aveva garantito una scorta e una via sicura nei suoi possedimenti carinziani attraverso il passo del Predil per far sì che il sovrano potesse tornare in Germania a combattere Rodolfo. I domini di Eppenstein furono tuttavia significativamente ridotti, poiché Enrico diede la marca veronese e la regione istriana alla Patria del Friuli (Patriarcato di Aquileia) appena fondata, mentre la marca della Stiria rimase sotto il dominio degli Ottocari.
Successivamente Liutpoldo accompagnò Enrico IV alla sua Romzug e fece ricostruire anche il castello degli Eppenstein. Si sposò due volte. Gli successe il fratello minore Enrico. Liutpoldo è sepolto nell'abbazia di San Lambrecht in Stiria.